# Національне шосе 10 (Естонія)
Національне шосе 10 (також відоме як шосе Рісті-Вірцу-Куйвасту-Курессааре) починається від Рісті та відгалужується від T9. Шосе Рісті-Вірцу-Куйвасту-Курессааре є єдиним національним маршрутом, який включає поромну переправу (між островом Муху та материковою частиною Естонії). Дорога проходить через повіт Ляенемаа та Сааремаа. Шосе закінчується в Курессааре на перехресті Т76, і T77.

## Маршрут
Загальна протяжність дороги 143,7 км. На всій протяжності дорога 1+1. Протоку Суур-Вяйн перетинає регулярний пором Віртсу-Куйвасту, а через протоку Вяйке-Вяйн — дамбою Вяйнатамм. Взимку льодова дорога з'єднує Муху з материком.

## Дивись також
- Транспорт Естонії